# Streifen-Fahnenbarsch
Der Streifen-Fahnenbarsch (Pseudanthias gibbosus, Synonym: P. fasciatus) ist ein Meeresfisch aus der Gruppe der Fahnenbarsche, der im Roten Meer und im tropischen Indopazifik vorkommt. Nachweise der versteckt lebenden Art gibt es aus dem Golf von Akaba, dem Roten Meer, von den Küsten der südafrikanischen Provinzen Ostkap und KwaZulu-Natal, sowie von den Küsten Indonesiens, Nordostaustraliens, Taiwans und des südlichen Japans.

## Merkmale
Die Art erreicht eine Länge von 18 bis 21 cm. Die Körperlänge und die Kopflänge liegen beim 2,4- bis 3,1-fachen der Körperhöhe. Seine Schwanzflosse ist halbmondförmig. Der weichstrahlige Abschnitt der Rückenflosse ist deutlich höher als der hartstrahlige Abschnitt. Weibchen sind orange, wobei jede Schuppe auf der oberen Körperhälfte einen dunklen und auf der unteren Körperhälfte einen roten Fleck zeigt. Ein weiß umrandeter roter Streifen verläuft vom hinteren Augenrand über den Kiemendeckel bis zur Schwanzflossenbasis. Die Schwanzflossenloben sind gelb mit einem schmalen violetten Außenrand; das Innere der Schwanzflosse ist grünlichgelb. Die Spitzen der Rückenflossenstrahlen sind magentafarben. Ein rötlicher, hellviolett umrandeter Streifen verläuft von den Augen zur Basis der Brustflossen. Kleine Männchen sind eher rosa bis pink gefärbt. Auf dem vorderen Rumpf unterhalb vom Nacken und dem hartstrahligen Abschnitt der Rückenflosse befindet sich ein großer roter Fleck. Auf dem hinteren Rumpfabschnitt bilden dunkel orange Flecken sieben Längsstreifen. Der weichstrahlige Abschnitt der Rückenflosse zeigt zwei dunkelbraune Punktreihen. Die Strahlen der Schwanzflosse sind pinkfarben. Größere Männchen (ab 150 mm SL) sind rötlich gefärbt und haben eine hellere Unterseite. Die Schuppen haben einen roten Rand und einen goldenen Mittelfleck. Der rote Fleck auf dem vorderen Rumpf ist dunkelrot. Die Rückenflosse ist rot, die Afterflosse gelbgrün, mit einer malvenfarbenen Vorderkante und distalen roten Streifen. Die Schwanzflosse ist goldgelb mit malvenfarbenen oberen und unteren Rändern.
- Flossenformel: Dorsale 10/16, Anale III/7, Pectorale 17–18.
- Schuppenformel: 2 1⁄2–3 1⁄2;/39–43/22–26.
- Kiemenreusenstrahlen: 10+25.
- Wirbel: 11+14–16.[1]

## Lebensweise und Gefährdung
Der Streifen-Fahnenbarsch lebt solitär oder in kleinen Gruppen an Außenriffen in Tiefen von 30 bis 100 Metern. Dabei hält sich die Art immer in der Nähe von Höhlen, Spalten und anderen Verstecken auf und schwimmt in der Nähe der Höhlendecke, ähnlich wie die Zwergbarsche, mit dem Bauch nach oben. Die IUCN stuft die Art als ungefährdet ein.

## Belege
1. 1 2 3 4  
Phillip C. Heemstra u. K.V. Akhilesh: Review of the anthiine fish genus Pseudanthias (Perciformes: Serranidae) of the western Indian Ocean, with description of a new species and a key to the species. aqua, International Journal of Ichthyology, Band 18, Nr. 3, Juli 2012, PDF, S. 142–145.
2. ↑  
Streifen-Fahnenbarsch auf Fishbase.org (englisch)
3. ↑  
Pseudanthias gibbosus in der Roten Liste gefährdeter Arten der IUCN 2016. Eingestellt von: Williams, J.T., Lawrence, A. & Myers, R., 2015. Abgerufen am 3. Februar 2021.